# Региональный парк Лабанорас
Региональный парк Лабанорас (лит. Labanoro regioninis parkas) — региональный парк Литвы, расположенный в 80 километрах к северо-востоку от Вильнюса в Швенчёнском, Молетском и Утенском районах. Администрация парка находится в местечке Лабанорас. Основан в 1992 году с целью сохранения ландшафта леса Лабанорас и его озёр, его природной экосистемы и ценностей культурного наследия. Это крупнейший региональный парк страны, площадь которого составляет 55344 гектара. Региональный парк на северо-востоке граничит с Аукштайтским национальным парком.

## Описание
В парке около 70 озёр, они составляют 13 % от общей площади парка. Верховые болота и другие водно-болотные угодья занимают площадь, равную 30 км². Через парк протекают 30 водотоков и 3 реки. Леса (преимущественно сосновые) составляют 80 % (400 км²) от общей площади парка.
В парке обитают 54 вида млекопитающих, 172 вида птиц, 5 видов рептилий и 11 видов земноводных. Нерестовый лосось в небольших реках, которые из-за тёплых источников воды не полностью замерзают зимой, является природным богатством парка.
Млекопитающие представлены бобрами, выдрами и лосями. Среди гнездящихся птиц: чернозобая гагара, чернозобик, скопа, выпь, журавль, чёрный аист, зимородок, погоныш и тетерев-косач. Парк является домом для самой плотной популяции белого аиста в Европе.
Видовое разнообразие растений в региональном парке Лабанорас очень высокое. Ботаники насчитывали 120 различных кустов болотной ивы, 300 цветочных стеблей болотной горечавки, 80 тысяч пальчатокоренников пятнистых, 2300 водных лобелий и 200 водяных лилий.
В региональном парке Лабанорас также есть места с археологическими, архитектурными, этнографическими и историческими ценностями.
В 2015 году рядом с деревней Миндунай на территории регионального парка открылась 36-метровая смотровая башня.